# La Campana de Oropesa
Die Comarca La Campana de Oropesa ist eine der zehn Comarcas in der Provinz Toledo der autonomen Gemeinschaft Kastilien-La Mancha.
Sie umfasst 18 Gemeinden auf einer Fläche von 1.309,38 km² mit dem Hauptort Calera y Chozas.

## Gemeinden
| Gemeinde                      | Einwohner (2024) | Fläche km² | Dichte Einw./km² | Cod INE | Postleitzahl |
| ----------------------------- | ---------------- | ---------- | ---------------- | ------- | ------------ |
| Alcañizo                      | 275              | 13,51      | 20               | 45005   | 45687        |
| Alcolea de Tajo               | 829              | 64,47      | 13               | 45007   | 45571        |
| Azután                        | 289              | 21,61      | 13               | 45017   | 45571        |
| Calera y Chozas               | 4.773            | 219,53     | 22               | 45028   | 45686        |
| Caleruela                     | 201              | 9,42       | 21               | 45029   | 45589        |
| La Calzada de Oropesa         | 518              | 142,22     | 4                | 45030   | 45580        |
| Herreruela de Oropesa         | 328              | 10,54      | 31               | 45073   | 45588        |
| Lagartera                     | 1.315            | 81,02      | 16               | 45082   | 45567        |
| Navalcán                      | 1.863            | 59,73      | 31               | 45110   | 45610        |
| Navalmoralejo                 | 54               | 22,75      | 2                | 45111   | 45573        |
| Oropesa                       | 2.564            | 336,56     | 8                | 45125   | 45560        |
| Parrillas                     | 351              | 51,03      | 7                | 45130   | 45611        |
| El Puente del Arzobispo       | 1.151            | 0,98       | 1.174            | 45138   | 45570        |
| Torralba de Oropesa           | 193              | 23,45      | 8                | 45169   | 45569        |
| Torrico                       | 702              | 33,53      | 21               | 45172   | 45572        |
| Valdeverdeja                  | 565              | 67,90      | 8                | 45179   | 45572        |
| Velada                        | 2.907            | 144,60     | 20               | 45181   | 45612        |
| Las Ventas de San Julián      | 231              | 6,53       | 35               | 45184   | 45568        |
| Comarca La Campana de Oropesa | 19.109           | 1.309,38   | 15               | –       | –            |